# 近鉄10000系電車
近鉄10000系電車（きんてつ10000けいでんしゃ）は、1958年（昭和33年）に登場した近畿日本鉄道（近鉄）の特急用電車である。
2階建車両を採用した日本初の特急用電車で、なおかつ世界で初めての2階建車両による高速電車でもある。かつて近鉄特急の代名詞的存在であった「ビスタカー」の初代にあたり、近鉄公式として、歴代のビスタカーと区別する際の通称は「旧ビスタカー」である。

## 概要
1952年（昭和27年）ごろから近鉄では、ロマンスシートなどを採用した新時代かつ会社の看板となる新型特急用車両について構想が立てられていたが、日本国有鉄道（国鉄）でカルダン駆動方式（新性能電車）による特急形・急行形電車の導入計画が伝えられると、名古屋 - 大阪間で国鉄東海道本線と競合する近鉄では危機感を強めた。
かくして、来るべき国鉄特急電車を凌駕する客室設備を備えた画期的な新型特急電車の導入計画が立てられ、その実現のための研究が子会社である近畿車輛のスタッフを交えて本格的に開始された。この結果を受けて、当時の近鉄社長であった佐伯勇らの判断により2階建構造の導入が決定した。
こうした研究と試験の結果、最終的に構想が1957年（昭和32年）11月ころから翌年初めにまとめられ、翌1958年（昭和33年）6月に次世代特急車の試作的車輌として本系列が竣工した。同年6月13日に報道陣に公開されたのちに、6月25日に公式試運転を実施。同年7月11日より営業運転を開始した。
2階建構造の実証試験を行うための試作車という事情から、わずかに7両編成1本が近畿車輛で製造されたにとどまったが、本系列は以後の日本の高速電車、特に国鉄や他の私鉄各社における優等列車用車両の開発にも多大な影響を及ぼすことになる先進的な設計コンセプトを提示し、また最新かつ先鋭的な装置・設備を満載していた。近鉄においては、その開発成果が翌1959年（昭和34年）の名阪直通特急の運行開始に備えて開発された、本系列の量産車に相当する10100系（2代目ビスタカー）に反映・継承されている。

## 車種構成
本系列は以下の各形式で構成される。
- モ10000形10001・10007
  - それぞれ上本町・宇治山田寄りに運転台を備える2軸ボギー式制御電動車 (M'c) 。電動発電機やコンプレッサーといった補機類、それに2基の集中式冷房装置を搭載し、順にモ10000形10002・10006とユニットを組む。流線型の前頭部は、天井側に2両分の集中式冷房機を搭載したために前頭部が高く上がり、その特徴的な形状から、製造した近畿車両のスタッフや鉄道愛好者からは「蚕」[5]。「ブルドッグ」、「モスラ」とあだ名された。
- モ10000形10002・10006
  - 2軸ボギー式中間電動車 (M) 。2基の菱枠パンタグラフと主制御器を搭載し、順にモ10000形10001・10007とユニットを組む。
- ク10000形10003・10005
  - それぞれ宇治山田・上本町寄りに運転台を備える連接構造の制御車 (Tc) 。台車間を2階建て構造としたビスタカーである。
- サ10000形10004
  - ク10003・10005の間に連結される連接構造の付随車 (T) 。1基の集中式冷房装置を搭載する。

開発にあたっては近鉄営業部門からの「列車編成長を（2250系6両とほぼ同じ）130メートル以内に抑える」「（ダブルデッカーを組み込むのだから）定員を可能な限り多くする」という要請を実現するため、編成全体の長さが130メートルになるように設計された。この7両の座席定員は440人で、2250系6両の座席定員384名に対し、同じ編成長でほぼ1両分上回っている。

## 編成
本系列はモ10001 - モ10002とク10003 - サ10004 - ク10005、それにモ10006 - モ10007の3ユニットで構成され、本系列のみでは以下の4通りの編成を組成可能となっている。
| モ10001 | モ10002 | ク10003 | サ10004 | ク10005 | モ10006 | モ10007 |
| M'c     | M       | Tc      | T       | Tc      | M       | M'c     |

| モ10001 | モ10002 | ク10003 | サ10004 | ク10005 |
| M'c     | M       | Tc      | T       | Tc      |

| ク10003 | サ10004 | ク10005 | モ10006 | モ10007 |
| Tc      | T       | Tc      | M       | M'c     |

| モ10001 | モ10002 | モ10006 | モ10007 |
| M'c     | M       | M       | M'c     |

もっとも、車両数の増減によってMT比が大きく変動し、これに伴い走行性能も変動するという問題があったが、これは次代の10100系で解決されている。
| 項目＼運転区間 | ← 上本町宇治山田 →   | ← 上本町宇治山田 →  | ← 上本町宇治山田 →   | ← 上本町宇治山田 →  | ← 上本町宇治山田 →   | ← 上本町宇治山田 →  | ← 上本町宇治山田 →   |
| 形式 車両番号  | モ10000形 (Mc) 10001 | モ10000形 (M) 10002 | ク10000形 (Tc) 10003 | サ10000形 (T) 10004 | ク10000形 (Tc) 10005 | モ10000形 (M) 10006 | モ10000形 (Mc) 10007 |
| ユニット単位   | 1ユニット            | 1ユニット           | 1ユニット            | 1ユニット           | 1ユニット            | 1ユニット           | 1ユニット            |
| 号車           | 1                    | 2                   | 3                    | 4                   | 5                    | 6                   | 7                    |
| 搭載機器       | MG,CP                | ◇,CON,◇             |                      | MG,CP               |                      | ◇,CON,◇             | MG,CP                |
| 自重           | 38.1t                | 36.4t               | 19.2t                | 25.6t               | 19.2t                | 36.4t               | 38.1t                |
| 運転設備       | 運転台               | 入換用運転台        | 中間運転台           |                     | 中間運転台           | 入換用運転台        | 運転台               |
| 車体構造       | 平床                 | 平床                | ダブルデッカー       | 平床                | ダブルデッカー       | 平床                | 平床                 |
| 定員           | 72                   | 76                  | 74                   | 48                  | 74                   | 76                  | 72                   |
| 車内設備       | トイレ・洗面台       | 車内販売基地 電話室 |                      | トイレ・洗面台      |                      | 車内販売基地 電話室 | トイレ・洗面台       |

- 形式欄のMはMotorの略でモーター搭載車（電動車）、TはTrailerの略でモーターを搭載しない車（付随車）、McとTcのcはcontrollerの略で正規運転台装備車（制御車）。
- 搭載機器欄のCONは制御装置、MGは補助電源装置、CPは電動空気圧縮機、◇はパンタグラフ。

## 車体
電動車であるモ10000形（10001・10002・10006・10007）は機器搭載の都合から、いずれも20m級全金属製車体による、通常構造の平床車として設計されている。
これは当時近畿車輛が技術提携していたスイス・カー・アンド・エレベーター（Swiss Car and Elevator Manufacturing Co.：シュリーレン）社の流れを汲む、準張殻構造の軽量車体となっており、側扉も電動車ユニットは戸袋を廃することで鋼体構造を簡略化でき、更に車外騒音を遮ることや気密面でメリットのある4枚折り戸が採用されるなど、軽量化実現のために細心の注意が払われていた
。
M'c車は高速度運転に備えて流線型とし、前方の見通しをよくする狙いから床面を客室から600mm高い高運転台方式を採用した。やや前方に張り出したボンネット部は車端衝撃からのクラッシャブルゾーンとしての役割を持たせているが、オーバーハング荷重による車体の横揺れを防止する狙いから、直後に登場し、近畿車両でも製造した国鉄20系（→151系）のように機器を収めず空洞とした。
これに対し、中間の3両 （10003 - 10005） は近鉄営業部門からの「列車編成長を130メートル以内に抑える」という要請と、2階建車両（ビスタ・ドーム）実現のために連接台車を採用し、ク10003・05を2階建車両とした。
これは当時の近鉄社長・佐伯勇がアメリカ合衆国を訪問した際にグレート・ノーザン鉄道を利用し、同鉄道の代表列車であった「エンパイア・ビルダー」に連結されていた、その名も「VISTA DOME」と呼ばれるドーム構造の2階建展望車の利用体験からヒントを得たといわれる。
構造的にはク10003・10005の台車間をバスタブ状の床構造として線路面ぎりぎりまで1階の床高さを引き下げ、通常構造の屋根に開口部を設けてそこから突き出す形でドーム状の2階席を用意する、というアメリカのドームカーの構造をそのまま引き写したデザインが行われている。
もっとも、建築限界や車両限界が小さい日本の鉄道においてこの種の車両の設計は困難であり、このため編成中央の4両目にあたるサ10004が厳しい軸重制限と連接車ユニットとしてのシステム的な要の役割を担う必要性の両立を図る目的から、短い車体の床下に非常に高密度に機器を搭載しており、2階建車となったク10003・10005も連接台車の採用で1階の床面積を極限まで大きく確保することはできたものの、こちらも連接車故の軸重制限もあって、若干各電動車ユニットより車長が短いため、1編成中に3種の車体長の車両が混在するという、特異な構成の編成になった。
アコモデーションについては、シートラジオ、列車公衆電話、それに冷房装置の搭載と先代大阪線特急車であった2250系から継承した車内設備に加え、回転式クロスシートの採用と複層ガラスによる側窓の完全固定化が実現しており、これらの装備は国鉄20系電車のみならず、以後の日本の有料特急電車全般の設計コンセプトに少なからぬ影響を与えることとなった。
冷房装置は2250・6421・6431系で採用された川崎車輛KM-7冷房装置の補器を交流化した、KM-7A集中式冷房装置をモ10001・10007に各2基、サ10004に1基搭載した。モ10002・10006へは隣接するモ10001・10007の連結面寄り冷房装置から、ク10003・10005へは前述のとおりサ10004から、それぞれ貫通路上部に設置された蛇腹式風洞を介して冷風を送る構造である。
2階席の照明には当初、読書灯のみが設置されたがさすがに夜間の照明には不十分だったため、のちに読書灯を撤去した上で通常の蛍光灯照明に置き換えられた（時期は不明）。

## 塗装
車体塗り分けは、近鉄の特急車としては初めての紺色とオレンジのツートンとなり、これは塗り分けや色調を変えつつも、2021年（令和3年）の12200系の引退に至るまでの近鉄特急の標準色となっていた。
紺色は日本の伝統色である藍を表現し、オレンジは人間の肌の色で、これを組み合わせることで文化的な香りの高い近畿地方のイメージを表現した。登場当初は窓回りがオレンジで紺色がその上下に配されていたが、1963年（昭和38年）には10100系以降に準じた窓回りと裾が紺色、残りがオレンジの塗り分けに変更している。
2階建て車の側面には「VISTA CAR」のロゴが取り付けられており、これはデザインを変えながらも後の20000系まで継承された。
なお、これとは別に2200系以来の「Express」マークも、サ10004を除く6両の側窓下に1961年（昭和36年）まで記されていた。

## 主要機器

### 主電動機
1954年（昭和29年）の奈良電気鉄道デハボ1200形（後の近鉄680系）でその初号機にあたるMB-3020-Aが採用され、翌年以降奈良線用800系のMB-3020-Bで実績を積んでいたMB-3020系電動機を架線電圧1,500V対応とした、三菱電機MB-3020-Cが主電動機として採用されている。
主電動機の動力伝達方式としては、三菱電機がライセンス生産するWNドライブと呼ばれる、電動機ばね上装架の平行軸駆動システムが採用されている。ただし、歯車比4.39は歴代特急車中本系列のみの設定である。
このシリーズの電動機はWNドライブ対応電動機としては初期の試行期に設計されたものであったにもかかわらず、比較的大出力で平坦線ではMT比1:1での運用が可能であるなど実用性が高かった。そのため、10400系（エースカー）までの近鉄大阪線系初期高性能特急車や20100系「あおぞら」の主電動機として採用されたほか、大阪線通勤車である1480系にも採用され、その後も特急車からの発生品が長く大阪・名古屋線系統の通勤車に使用され続けている。

### 制御器
三菱電機と近鉄がモ1450形で共同開発・実用化した当時最新の1C8M (1 Controller 8 Motors) 方式あるいはMM'ユニット方式と呼ばれる、2両の電動車で必要となる各機器を集約分散搭載することで軽量化を実現するシステムが採用されている。
制御器そのものは三菱電機ABF-178-15MDH電動カム軸式自動加速制御器が搭載され、青山峠越えに必要となる抑速発電ブレーキと、これに対応した大容量抵抗器も併せて搭載されている。

### 台車
編成各車の台車はそれぞれの目的に応じて個別の形式が起こされ、ベローズ型空気ばねを揺れ枕上に備え、シュリーレン式の軸箱支持方式を持つ、近畿車輛KD-26形（モ10000形）・27形（ク10000形）・27A形（ク10000・サ10000形連接部）が新規設計され装着されている。
同時期登場の名古屋線6431系が装着したKD-28・28Aと軌間や主電動機の装架方法、それに揺れ枕吊りの構造は異なるが、軸箱部分や側枠の基本的なデザインは同様となっており、いずれも当時としては傑出した乗り心地であった。また空気ばねの採用は車内の騒音軽減効果も狙ったもので、実際試運転時に金属ばね車両と空気ばね車両で騒音の比較を行ったところ、空気ばねの方が約10ホンも騒音が低いという結果が出た。
もっとも、これらの台車は、KD-26・27・27Aが本系列と運命をともにし、KD-28・28Aは名古屋線改軌時に工期短縮の必要性から新設計の金属ばね台車に交換されて消滅したという短命ぶりであり、試行期の少数派故に保守上敬遠されていたことを伺わせている。

### ブレーキ
制御器による抑速発電ブレーキと併せて、空気ブレーキとして応答性に優れ、しかも電空同期がスムーズかつ確実に行えるHSC-Dが採用された。
また、Tc及びT車は電気ブレーキが作用しないため、装着したKD-27およびKD-27A台車には、高速運転時の制動性能向上をねらってディスクブレーキが導入されている。ディスクブレーキの採用は川崎車輛の提案による小田急3000形SE車の付随台車用が先行したが、使用条件の過酷さにおいて、特に厳しい使用条件である青山峠の連続下り勾配区間で示した安定した制動能力は、各社の注目を集めた。

## 走行性能
ダイヤ作成上の基準となる走行性能については、大阪線の線路条件を念頭に、基本的には4M3T（中間ユニットが連接車のため台車数では8M4T。すなわちMT比2:1）で起動加速度3.0km/h/s・減速度4.0km/h/s・平坦線均衡速度135km/h・33‰勾配における均衡速度85km/hを目標として設計された。更にデッドウェイトとなる中間のトレーラー（付随車・制御車）を抜いた4M編成時には、平坦線均衡速度145km/hという当時としては高い性能を有していた。

## 運用
1編成のみの製造、しかも特殊な編成であったため独立した運用が組まれ、主に上本町駅 - 宇治山田駅間の阪伊特急に充てられた。10100系や10400系が登場した後はいわゆる脇役的存在に回り、塗り分けも10100系と共通のものに変更された。なお本系列は7両編成での運行が基本であるが、時には片側2両の電動車ユニットを外した5両編成や、中間の2階建車両ユニットを抜いた4両編成で運行されることもあった。
また、試作車故に1編成しか在籍せず予備車が存在しないという事情から、万が一電動車ユニットに故障が生じた際に代用できるよう同系主電動機を搭載する10400系の電動車ユニットについて、本系列と混結運用が可能なように制御器などの改造が施されたという逸話も残されている。

## 大破事故による前頭部復旧
1966年（昭和41年）11月12日、大阪線河内国分駅にて、本系列による上本町発宇治山田行き特急が、運転士の信号見落としにより先行する上本町発名張行き準急（1480系）に追突する事故が発生した。これに伴い、宇治山田寄り先頭車であったモ10007は前頭部が追突先の車両にめり込んで大破し、乗務していた運転士が死亡した。
事故後、モ10007は運転台を除く車体にほとんど変形がなかったことから、近畿車輛で復旧工事を実施することとなった。この際に近鉄側より大至急の復旧が求められたことから、複雑な流線型の前面を復元する時間がなく、窮余の策として当時新造中の18200系に準じた仕様の特急標識や密着式連結器を備える、貫通扉付き前頭部を新造して取り付けて復旧され、事故の翌月である12月には運用に復した。この復旧の際、同車のみ4枚折戸を他系列と共通の2枚折戸に変更している。同時にモ10001・ク10005も含めてATS（自動列車停止装置）の取り付けも行われた。なお特急標識の位置が18200系のそれより100㎜低くなっているが、これは近車が製造時に設計図の寸法を誤読してしまい、そのことに関係者も気づかないまま竣工したもので、結局廃車まで修正されることはなかった。
また、黄害対策として、近鉄は1969年（昭和44年）度から保有するすべてのトイレ付き車両について、垂れ流し式からタンク式へ改造する工事を実施し、本系列も大阪万博輸送を目前にした1970年（昭和45年）3月に改造された。その際モ10001・07の車端部に設けられていたトイレはそのままタンク式とされたが、サ10004の車体中央部にあったトイレは床下スペースに余裕がなく、タンク式への改造が不可能であったため閉鎖され、代わりに使用頻度が極端に低下していたク10003の運転台を廃止・撤去してサ10003と形式変更し、運転台跡に新たなタンク式トイレと洗面所を設置するという工事が施工された。

## 終焉
上記のタンク式トイレ化改造工事の直後である1970年（昭和45年）3月21日より、近鉄では座席予約システムによる特急券販売が開始された。本系列は試作的要素が強い特殊な編成で、座席定員と配置が他の車両と異なり座席の構成も非常に複雑なため、座席指定のオンライン化に対応できずに従来の手作業での発券を強いられ、休日中心の限定運用となった。また、1970年に開業した難波線への乗り入れは営業運転では行われなかった。
さらに戦前の基本設計に由来するKM-7A集中式冷房装置は老朽化が著しく、低下した冷房能力を補うため、もともと冷房能力が不足気味であった中間の3両については10003・10005の運転台寄り屋根上にあったグローブ式ベンチレーターを撤去し、ここに11400系や18000系などと同型の分散式冷房装置がそれぞれ1基ずつ搭載され、さらに両車の階上席両端には家庭用ユニットクーラーと扇風機が搭載されるような状況であった。
この陳腐化した空調機器・1編成のみの少数派という存在・座席指定オンライン化への対応が困難など運用上の不便さを理由に、1970年の万博輸送が終わると12200系に置き換えられることになり、翌1971年（昭和46年）5月9日の鉄道友の会阪神支部主催によるさよなら運転を最後に運用を離脱、翌5月10日付で廃車・解体された。就役から13年間で役目を終えた。
台車は前述のとおり流用されず、車体と共に廃棄処分されたが、標準品であった主電動機や制御器などの電装品群は、近鉄の一般車では初の冷房搭載車両となった2680系3両編成2本に流用され、同系列が2020年3月に引退するまで長く使用された。